# 洪宝宝
洪宝宝（?—?），又作洪保保，元朝大臣，元惠宗时中书平章政事。
洪宝宝起于行伍。至正二十五年（1365年），受惠宗密旨，参与刺杀孛罗帖木儿，因功拜为中书平章政事。至正二十六年（1366年），出为辽阳行省平章政事。
惠宗败走应昌等地后，明太祖派安抚使黄俦招降辽东元军各部。洪武四年（1371年），辽阳行省平章刘益归顺明朝。不久，刘益被洪宝宝、马彦翚合谋杀害。张良佐、房暠杀死马彦翚，洪宝宝挟持黄俦投奔纳哈出，纳哈出将黄俦杀死。